# 胡適日記
《胡適日記》是胡適自1910年开始记日记，直到1962年去世之前，前後逾50年，總字數達400萬餘言。

## 内容
胡適早年的日記都是流水帳。1911年6月，胡適開始打牌，日記常見“打牌”。可能是打牌耽误了胡适的功課，遂决心戒牌，該年9月6日胡適在日记提及“昨日，与金涛君相戒不复打牌”，遂不見打牌的記載。《胡適日記全集》中還保存有反對胡適、甚至詆毀他的文章和剪報，這是名人留世日記少見的風格。對此何炳棣頗不以為然，他說“我是从来不记日记的，日子总是平凡的多，哪有那么多可记的？”他批評胡適“很有心計，幾乎天天寫日記，出了厚厚八大本”。汪榮祖也稱，胡适日记較诸近年出土的《郭嵩焘日记》或《吴宓日记》，未免逊色太多，“至少后者两位生前并没有出版自己日记的计划、甚至想法，所以想掩盖的事情较少。”
1939年4月，亞東圖書館出版《藏暉室劄記》，這是胡適留學美國期間自1911年至1917年的日記。1989年胡適紀念館授權遠流出版公司影印開始出版《胡適的日記》手稿本十八冊，1990年出齊，這是胡適日記手稿本的首次一次集大成。2001年安徽教育出版社出版《胡適日記全編》；聯經出版公司以此全編為底本重新校勘的《胡適日記全集》，加了許多以前未收的日記，包括北京大學圖書館新發現胡適1906年在澄衷學堂讀書時的日記，可說是目前最完整的新版本。